# Operazione Sentinel

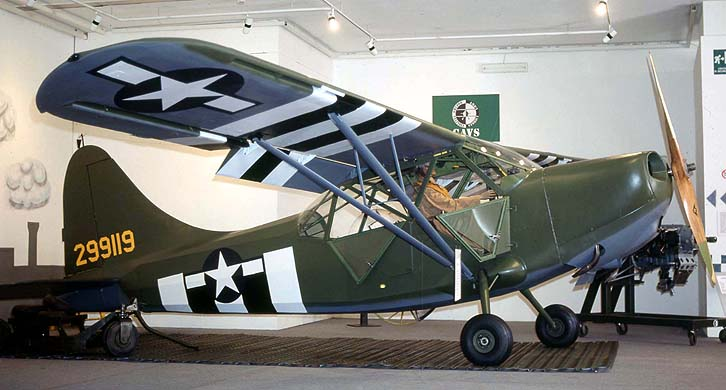
Stinson L.5 MM 299199 restaurato alla mostra per il 50º anniversario dello sbarco in Normandia che si tenne al Museo dell'Auto a Torino dal 6/6/1994 al 3/7/1994

Operazione Sentinel è la denominazione del restauro statico del velivolo Stinson L-5 Sentinel avviato nel 1992 dalla Sezione di Torino del Gruppo Amici Velivoli Storici.

## Il restauro
Il relitto dello Stinson L-5 Sentinel I-AEEL, messo a disposizione dall'Aero Club di Torino nell'aprile del 1991, fu uno dei primi cimeli aeronautici recuperati dal GAVS Torino e ricoverati nel proprio "Cantiere Aeronautico Nº 1" di Leinì. La scoperta sul velivolo del numero di serie militare 42-99119, assegnato dalla U.S. Army Air Forces durante il secondo conflitto mondiale, diede il via ad una ricerca d'archivio che permise di ricostruire la storia di "ONE-ONE-NINE" e, tra l'altro, accertò la partecipazione di questo L-5 alle operazioni conseguenti allo sbarco alleato in Normandia nel 1944.
Il relitto si presentava privo del motore, dell'elica, dei carrelli, di tutti gli strumenti, di varie parti strutturali e di rivestimento; quanto restava era corroso e intaccato da un principio di incendio. Nonostante questa situazione a dir poco scoraggiante, iniziò immediatamente la ricerca di documentazione tecnica per individuare con esattezza le parti mancanti e per impostare una corretta ricostruzione. A fine 1991 l'Aero Club di Ferrara fornì al GAVS Torino i rarissimi manuali tecnici dell'L-5.
Per undici mesi, ogni più piccolo particolare di "ONE-ONE-NINE" fu smontato, schedato e restaurato. In questa fase, stampigliato sull'ossatura, venne alla luce il numero di costruzione 1538, dato coerente con la sequenza produttiva ma completamente omesso da tutta la documentazione individuale del velivolo. Contemporaneamente fu anche redatta una "Missing Parts List" dei componenti mancanti che fu inviata a quei musei e privati, in Italia e all'estero, che avrebbero potuto fornire i pezzi occorrenti a completare il restauro.
Alla fine del 1992 iniziò la ricostruzione vera e propria del velivolo. Per portare a termine l'opera i soci del GAVS Torino impiegarono oltre 4.000 ore di lavoro, nell'arco di tre anni. In occasione dell'assemblea annuale del GAVS, tenutasi a Roma/Fiumicino nel maggio 1997, il Com.te Lattarulo donò la bussola che ancora mancava per il completamento del cruscotto dell'L-5.

## La storia dell'L-5-VW serial number 42-99119
"ONE-ONE-NINE" fu costruito dalla Stinson Division della Vultee Aircraft di Wayne nel Michigan e consegnato all'USAAF il 4 marzo 1944 sull'aeroporto di Detroit; l'aereo fu poi trasferito a Newark nel New Jersey, dove giunse il 12 marzo successivo.
Il 6 aprile, imballato in una cassa, lo Stinson lasciò il porto di New York, con un convoglio diretto in Gran Bretagna. Felicemente giunto a destinazione e riassemblato, il Sentinel fu temporaneamente assegnato alla 8th Air Force.
Il 31 luglio 1944 fu preso in carico dalla nuova 9th Air Force, che comprendeva tutti i reparti schierati in Francia all'indomani dello sbarco in Normandia.
La successione di queste date ne rende assai probabile la partecipazione alle prime fasi della campagna di Normandia.
Dopo aver accompagnato la successiva avanzata alleata fin nel cuore della Germania, l'aereo, dal 17 giugno 1946 al 18 novembre 1948, prestò servizio a supporto di vari reparti dell'US Army.
Il 20 dicembre del 1948 fu preso in carico dal 7290th Air Base Group presso l'Air Depot di Oberpfaffenhofen in Baviera.
Il 20 gennaio 1949, dopo aver totalizzato 917 ore di volo, "ONE-ONE-NINE" fu ceduto all'Aeronautica Militare Italiana. L'unico dato attualmente disponibile sull'attività del nostro L-5 con l'AMI è l'assegnazione della Matricola Militare 52882. 
Il 14 marzo 1955 il Registro Aeronautico Nazionale rilasciò il Certificato di immatricolazione civile Nº 3826, con il quale "ONE-ONE-NINE" ricevette le marche di nazionalità I-AEEL. Come tutti gli altri Stinson dell'Aeronautica Militare, anche I-AEEL iniziò la propria attività presso una serie di Aero Club.
Il 18 aprile fu assegnato in esercenza all'Aero Club Apuano di Massa Cinquale dove venne utilizzato per la scuola di pilotaggio.
Otto anni dopo, il 21 maggio 1963, l'esercenza passò all'Aero Club di Lucca dove l'aereo rimase fino al 1970.
Nel febbraio del 1965, "ONE-ONE-NINE" era stato affidato per alcuni giorni ai tecnici della 46ª Aerobrigata di Pisa per la trasformazione in traino per aliante.
Dal 25 luglio 1970 al 28 maggio 1971, svolse la doppia funzione di addestratore e trainatore di alianti presso l'Aero Club di Trieste, dopodiché tornò nuovamente all'Aero Club di Lucca.
Il 29 luglio 1980 dopo 3884 ore e 57 minuti di onorato servizio, "ONE-ONE-NINE" fu vittima di un incidente di rullaggio, senza gravi conseguenze per il pilota, che pose fine alla sua lunga e multiforme attività di volo
Nel 1982 il relitto di "ONE-ONE-NINE" giunse all'Aero Club Torino dove fu progressivamente spogliato delle parti utili a mantenere in efficienza gli altri L-5 del Sodalizio. All'inizio del 1991, il poco che restava di "ONE-ONE-NINE" fu offerto al GAVS Torino.

## La Mostra "D-DAY La sentinella del Cielo"
In vista della conclusione dell'"Operazione Sentinel", il GAVS Torino organizzò la mostra "D-DAY La Sentinella del Cielo", quale cornice per la prima esposizione al pubblico dello Stinson L-5 Sentinel appena restaurato dall'associazione.
L'esposizione tematica – unico evento italiano in occasione del 50º Anniversario dello Sbarco in Normandia - si tenne presso la prestigiosa sede del Museo dell'Automobile di Torino, dal 6 giugno al 3 luglio 1994.
Ovviamente il Sentinel, fresco di restauro ed esposto in una suggestiva ricostruzione del suo ambiente operativo, fu la "vedette" incontrastata della mostra.

## La Cartolina con Annullo speciale

Annullo filatelico per il 50º anniversario dello sbarco in Normandia

Nei giorni della mostra, un altro Sentinel - pilotato dal Com.te Italo Battioli (socio GAVS) - effettuò un volo postale speciale tra gli aeroporti di Torino-Caselle e Caen-Carpiquet, trasportando in Normandia le cartoline celebrative prodotte dal GAVS Torino. 
Negli anni successivi, il Sentinel fu esposto in alcuni altri eventi minori. Tuttavia la complessità del montaggio, il rischio di danneggiamenti ed i costi di trasporto del prezioso cimelio hanno convinto l'associazione a sospendere questa attività.